# Andrei Marga
Andrei Marga, né le 22 mai 1946 à Bucarest, est un homme politique roumain.

## Biographie
Il est ministre des Affaires étrangères de la Roumanie du 7 mai au 6 août 2012.